# 北海道道475号風蓮湖公園線

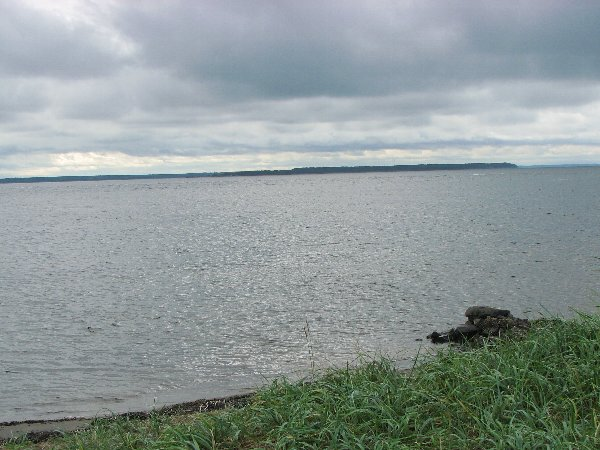
起点付近より望む風蓮湖

北海道道475号風蓮湖公園線（ほっかいどうどう475ごう ふうれんここうえんせん）は、北海道野付郡別海町内を結ぶ一般道道である。

## 概要

### 路線データ
- 起点：北海道野付郡別海町走古丹（風蓮湖）
- 終点：北海道野付郡別海町本別海（国道244号交点）
- 総距離：8.1 km

## 歴史
- 1963年（昭和38年）10月23日 - 路線認定[1]。

## 地理

### 通過する自治体
- 根室振興局
  - 野付郡別海町

### 主な接続道路
別海町
- 国道244号 - 本別海（終点）